# Рождественский базар в Аугсбурге

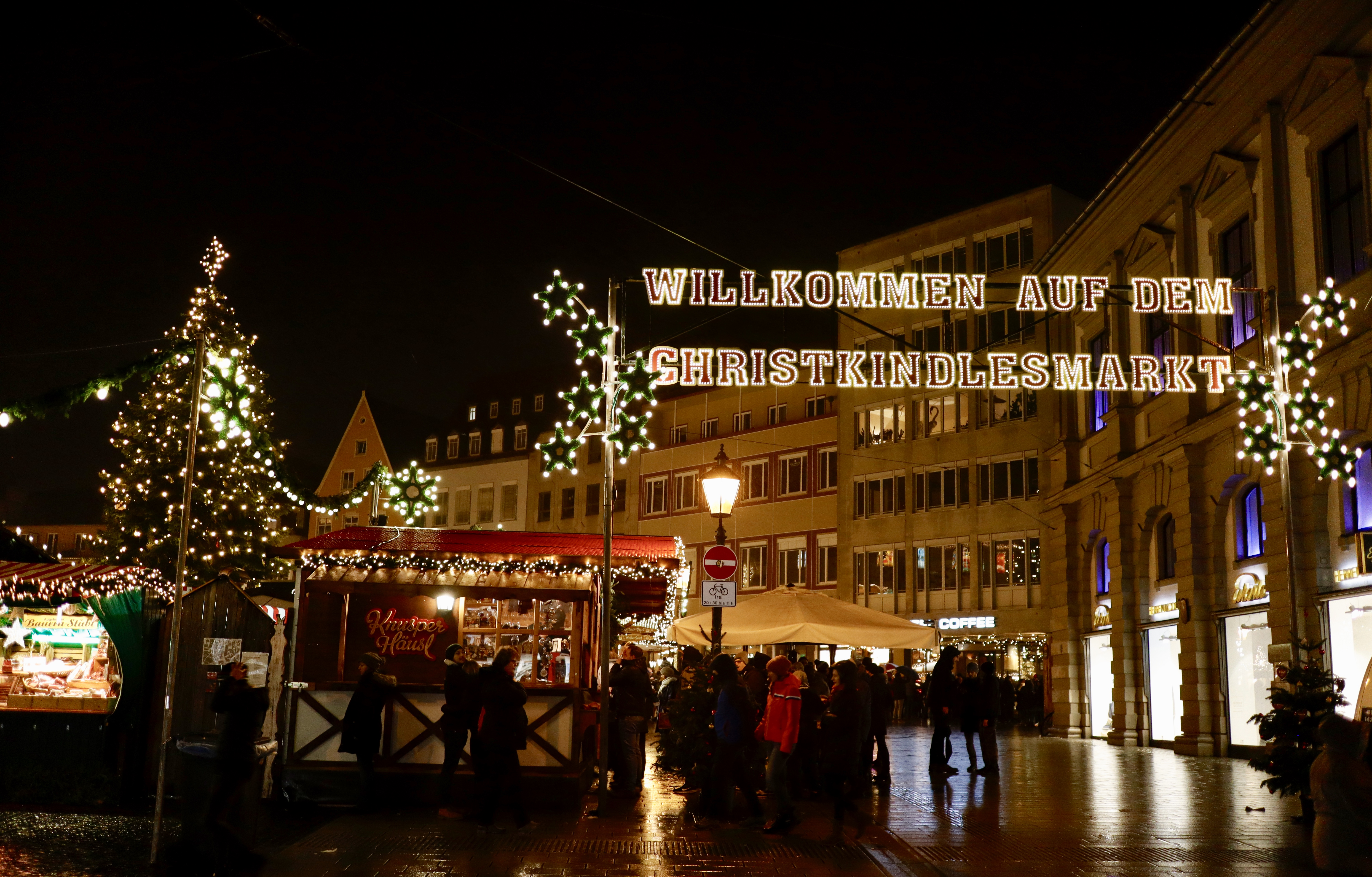
Рождественский базар в Аугсбурге

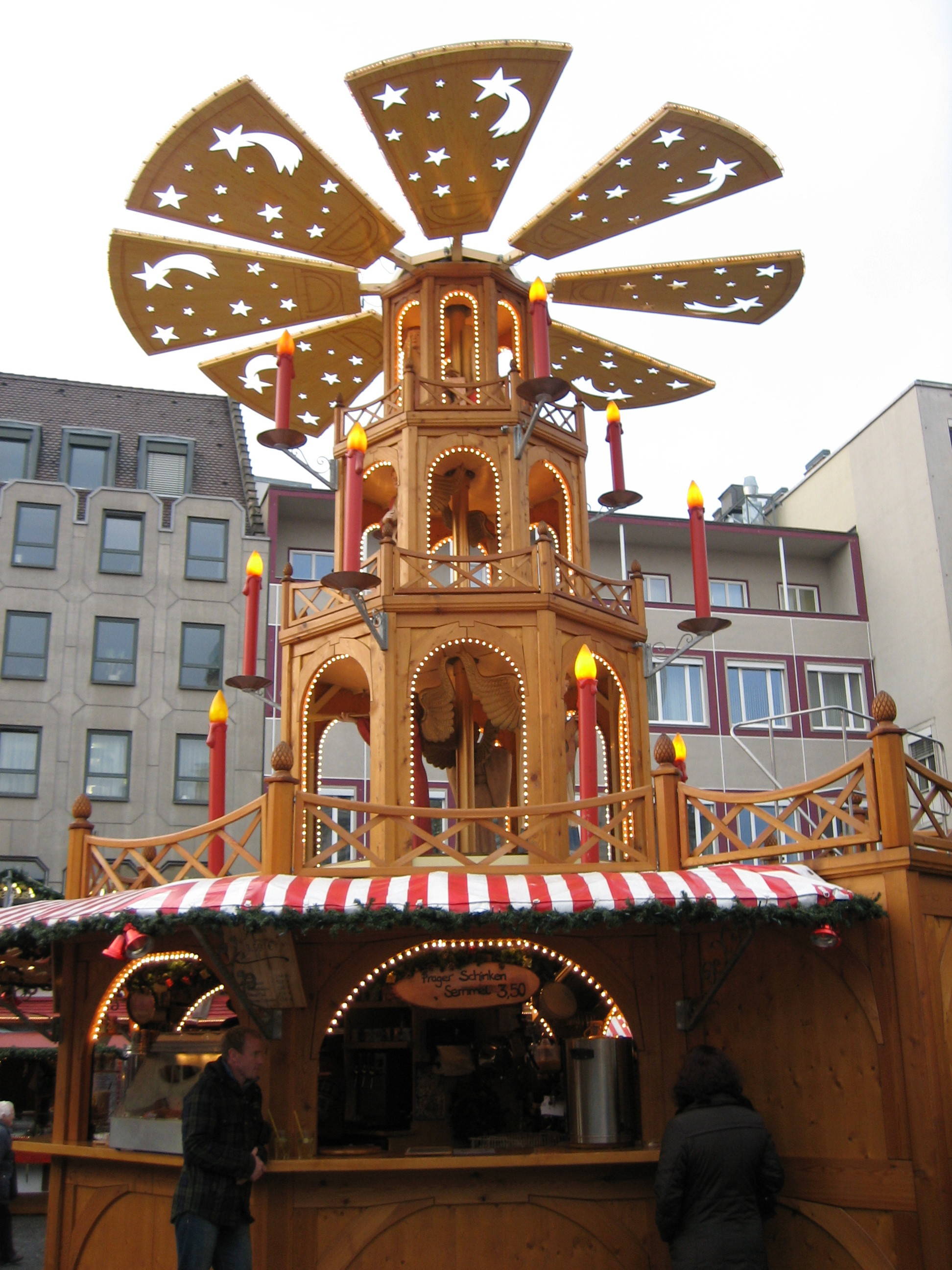
Пирамида на рождественском базаре

Аугсбургский рождественский базар — один из старейших рождественских рынков Германии. Рынок зародился ещё в XV веке. Официально он называется «Christkindlesmarkt» с 1949 года.

## История рождественской ярмарки в Аугсбурге
Имбирные пряники украшали рождественское печенье мотивами красивых женщин и гордых рыцарей и предлагали его горожанам на продажу. Вместе с первыми рождественскими вертепами из Италии и всевозможными праздничными настенными украшениями они, вероятно, были бестселлером на аугсбургской рождественской ярмарке, которая упоминалась в городском отчете 1498 года как «Лебзельтермаркт». 22 декабря 1498 года городской совет урегулировал единообразное оформление торговых палаток перед собором и у башни Перлах. В этом тексте упоминается распродажа, которая «приходила здесь с незапамятных времен». В 1527 году в архивах снова было задокументировано проведение пряничного рынка у старой ратуши, которая должна была уступить место нынешнему зданию.
Кристкиндлесмаркт имеет несколько исторических названий. Примерно до 1800 года он существовал также как Никольский рынок, где резчики вертепов из деревни Оберхаузен, расположенной за городом, в течение трёх дней во время Адвента обслуживали своих клиентов рождественскими товарами. Мероприятие, которое в 1808 году официально называлось Рождественским и Христовым рынком, вошло в популярный в то время жаргон как Christkindles Kirreweyh. В 1815 году с 21 по 24 декабря ларьки были сгруппированы вокруг площади Меркурбруннен.
На протяжении веков рынок перемещался снова и снова, так что теперь он был дома почти везде в центре Аугсбурга. В XIX веке, ещё находясь на Максимилианштрассе, он переехал на Людвигштрассе в 1898 году, в Оберен Грабен в 1903 году, на Якобсплац в 1924 году и на Обстмаркт в 1930 году. Он проходил на Кенигсплац с 1933 по 1943 и 1945/46 годы, на улице Святой Анны в 1947 году, на Фуггерштрассе с 1948 по 1951 и 1961/62 годы и на Элиас-Холл-Плац с 1952 по 1960 год. Кристкиндлесмаркт открыт с 1963 года на Ратушной площади Аугсбурга.

## Что нужно знать
Рождественский базар обычно начинается в понедельник перед Первым Адвентом и заканчивается 24 декабря. С 1977 года «Angelesspiel» проводится по выходным Адвента в 18:00, а также при открытии и закрытии рынка. Под звуки рождественской музыки в окнах и на балконе великолепной аугсбургской ратуши появляются 24 ангела, костюмы которых созданы по мотивам алтарного образа Ганса Гольбейна Старшего.